# Ambrož Guion
Ambrož Guion, slovenski rimskokatoliški duhovnik, * (?) 1885, Arbeč, Podbonesec, Beneška Slovenija, † 1. februar 1948, Montevecchio, Italija.

## Življenje in delo
Rodil se je v Arbeču (Podbonesec) nad Nadižo. O njegovi mladosti ni nič znanega. V prvi svetovni vojni je kot vojaški kurat sodeloval v oddelkih arditov. Po vojni je postal kaplan v župniji Melara (škofija Rovigo), ker pa mu kraj ni ustrezal, je prosil za premestitev v Podbonosec ali v kak drug kraj videmske škofije. Najprej mu, »češ da je nemiren Slovan«, premestitve niso odobrili, leta 1921 pa je bil imenovan za župnijskega upravitelja v Roču, od novembra 1922 do novembra 1923 je bil župnijski upravitelj v Buzetu ter do novembra 1926 župnik v Lanišću. Tam je zgradil novo cerkev. Pri gradnji je sam prevzel večji del stroškov. Ko so v Trstu prenavljali stolnico sv. Justa, so odstranili tri marmorne oltarje. Guion jih je kupil za 500 lir in jih sam pomagal prepeljati na kmečkih vozovih v Lanišće. Novo cerkev je 1925 blagoslovil tržaški kanonik Don Kracik. Novembra 1926 je Guion zapustil Lanišće in se vrnil v Buzet, kjer je ostal do leta 1933. Ker je pri obnovi cerkve v Buzetu prekoračil finančna sredstva, predvidena za obnovo, so ga cerkvene oblasti pričele preganjati, zato se je zagrenjen umaknil k salezijancem v Bologno, od tam pa v salezijanski zavod Don Canti v Feanzo. Leta 1938 je postal župnik v Montavecchiu, kjer je preživel težka vojna in povojna leta.